# Ruda (Miłki)
Ruda (deutsch Ruhden, 1938 bis 1945 Eisenwerk) ist ein Ort in der polnischen Woiwodschaft Ermland-Masuren und gehört zur Landgemeinde Miłki (Milken) im Powiat Giżycki (Kreis Lötzen).

## Geographische Lage

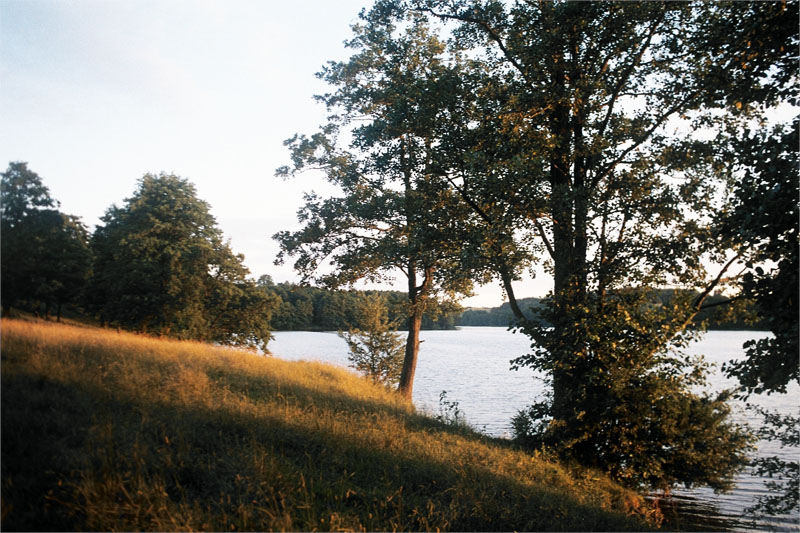
Der Jezioro Wojnowo (Hessen-See), an dessen Nordufer Ruda liegt

Ruda liegt am Nordufer des Hessen-Sees (polnisch Jezioro Wojnowo) in der östlichen Mitte der Woiwodschaft Ermland-Masuren. Bis zur Kreisstadt Giżycko (Lötzen) sind es acht Kilometer in nordwestlicher Richtung.

## Geschichte
Die heutige Siedlung (polnisch osada) und das frühere Gutsdorf Rudden – nach 1818 Ruden, bis 1938 Ruhden – wurde 1535 gegründet. Zwischen 1874 und 1945 war das Dorf in den Amtsbezirk Staßwinnen (1938 bis 1945 Eisermühl, polnisch Staświny) eingegliedert, der zum Kreis Lötzen im Regierungsbezirk Gumbinnen (1905 bis 1945: Regierungsbezirk Allenstein) in der preußischen Provinz Ostpreußen gehörte.
Von 1874 bis 1945 war Ruhden / Eisenwerk außerdem dem Standesamt Staßwinnen/Eisermühl zugeordnet. 144 Einwohner zählte der Ort im Jahre 1910, 1933 waren es bereits 169, und 1939 nur noch 127.
Aufgrund der Bestimmungen des Versailler Vertrags stimmte die Bevölkerung im Abstimmungsgebiet Allenstein, zu dem Ruhden gehörte, am 11. Juli 1920 über die weitere staatliche Zugehörigkeit zu Ostpreußen (und damit zu Deutschland) oder den Anschluss an Polen ab. In Ruhden stimmten 80 Einwohner für den Verbleib bei Ostpreußen, auf Polen entfielen keine Stimmen.
Am 3. Juni, amtlich bestätigt am 16. Juli des Jahres 1938, wurde Ruhden aus politisch-ideologischen Gründen der Vermeidung fremdländisch klingender Ortsnamen in „Eisenwerk“ umbenannt.
In Kriegsfolge kam der Ort 1945 mit dem gesamten südlichen Ostpreußen zu Polen und trägt seither die polnische Namensform „Ruda“. Er ist heute Sitz eines Schulzenamtes (polnisch sołectwo), in das auch der Nachbarort Kąp einbezogen ist. Als solches ist Ruda ein Ortsteil der Landgemeinde Miłki (Milken) im Powiat Giżycki (Kreis Lötzen), vor 1998 der Woiwodschaft Suwałki, seither der Woiwodschaft Ermland-Masuren zugehörig.

## Kirche
Ruhden resp. Eisenwerk war bis 1945 in die evangelische Kirche Milken in der Kirchenprovinz Ostpreußen der Kirche der Altpreußischen Union und in die katholische Pfarrkirche St. Bruno Lötzen im Bistum Ermland eingepfarrt. Heute gehört Ruda zur evangelischen Pfarrkirche Giżycko in der Diözese Masuren der Evangelisch-Augsburgischen Kirche in Polen bzw. ist mit eigener  katholischer Kapelle eine Filialgemeinde der Pfarrkirche Miłki im Bistum Ełk (Lyck) der Römisch-katholischen Kirche in Polen.

## Schule
Ruhden/Eisenwerk war kein eigener Schulort. Die Kinder wurden bis 1945 in der Schule in Staßwinnen (1938 bis 1945 Eisermühl, polnisch Staświny) unterrichtet.

## Verkehr
Ruda liegt an der bedeutenden Nord-Süd-Verkehrsachse, der polnischen Landesstraße DK 63 (einstige deutsche Reichsstraße 131), die die polnisch-russische Grenze bei Perły (Perlswalde) mit der polnisch-belarussischen Grenze bei Sławatycze verbindet und dabei zwei Woiwodschaften durchzieht. Außerdem sind die Nachbarorte Jagodne Małe (Klein Jagodnen, 1938 bis 1945 Kleinkrösten) und Wierciejki (Wierczeyken, 1928 bis 1945 Gregerswalde) über Nebenstraßen mit Ruda verbunden.
Von 1906 bis 1945 war Ruhden/Eisenwerk Bahnstation an der 1945 aufgegebenen Bahnstrecke Lötzen–Johannisburg (Giżycko–Pisz).